# Franz Rosner
Franz Rosner, auch Franz Rosnik (* 2. September 1800 in Waitzen, Ungarn; † 3. Dezember 1841 in Stuttgart) war ein österreichischer Opernsänger (Tenor).

## Leben
Als Kind kam Rosner als Sängerknabe nach Budapest. Dort sang er bis zu seinem Stimmbruch im Kirchenchor der Kathedrale. Gefördert und immer bemüht sich weiterzubilden, kam Rosner dann als Jugendlicher nach Wien und wurde als Sänger in den Chor des Stephansdoms aufgenommen.
Mit 20 Jahren wurde er am Leopoldstädter Theater engagiert und konnte noch im selben Jahr dort beginnen. Das Zustandekommen von Rosners Engagement ist zum Teil Ferdinand Raimund zu verdanken, der ihn im Dom hörte und weiterempfahl. Allerdings wechselte Rosner bereits Ende 1820 an das Kärntnertortheater, die damalige Hofoper. 1821 sang er in der Wiener Erstaufführung von Carl Maria von Webers Oper Der Freischütz den Max.
Durch seine Erfolge wurden andere Theater auf Rosner aufmerksam. Es wurden ihm von nun an immer wieder Tourneen und Gastspiele angeboten. 1823 weilte er in Amsterdam. Von 1825 bis 1829 wirkte er am Hoftheater in Braunschweig. Anschließend ging er wieder für einige Monate nach Amsterdam.
Zwischendurch kehrte Rosner immer wieder für kurze Zeit nach Wien zurück. Es folgten Einladungen vom Hoftheater in Kassel und Darmstadt. 1833 wurde er von der Hofoper in Stuttgart engagiert und blieb dort bis an sein Lebensende. Gerade hier feierte er große Erfolge in italienischen Opern.
Im Alter von 41 Jahren starb der Tenor Franz Rosner am 3. Dezember 1841 in Stuttgart.